# Ove Grahn
Jan-Olof Grahn, dit Ove Grahn, est un footballeur suédois, né le 9 mai 1943 à Norra Fågelås (sv) et mort le 11 juillet 2007 à Alingsås. 

## Biographie
En tant qu’attaquant, il est international suédois à 45 reprises (1962-1976) pour 10 buts.
Il participe à la Coupe du monde de football de 1970, au Mexique. Il est titulaire contre l’Italie, ne joue pas contre Israël. Lors du dernier match du premier tour, la Suède affronte l’Uruguay. Il est remplaçant, entre sur le terrain à la 84e minute, et inscrit un but à la 90e minute, permettant de gagner le match (1-0). Mais cette victoire est insuffisante pour accéder au tour suivant, la Suède étant devancée par l’Uruguay, pour un but de plus.
Il participe aussi à l’édition suivante, en 1974, en RFA. Il est titulaire contre la Bulgarie, contre les Pays-Bas (carton jaune), contre l’Uruguay, contre la Pologne, contre la RFA (carton jaune), contre la Yougoslavie. La Suède est éliminée au second tour.
Il joue dans des clubs suédois (IF Elfsborg et Örgryte IS) et suisses (Grasshopper-Club Zurich et FC Lausanne-Sport).
En Suède, il est vice-champion en 1965. En Suisse, il remporte un championnat de Suisse en 1971, une coupe de la Ligue suisse en 1975.

## Clubs
- 1961-1965 :  IF Elfsborg
- 1966-1971 :  Grasshopper Club Zurich
- 1971-1973 :  FC Lausanne-Sport
- 1973-1976 :  Grasshopper Club Zurich
- 1976-1978 :  Örgryte IS

## Palmarès
- Championnat de Suisse de football

- - Champion en 1971
  - Vice-champion en 1968 et en 1974
- Coupe de la Ligue suisse de football
  - Vainqueur en 1975
- Championnat de Suède de football
  - Vice-champion en 1965